# Ещадио Сидаде де Коимбра
Ещадио Сидаде де Коимбра (на португалски Estádio Cidade de Coimbra)е футболен стадион в град Коимбра, Португалия.
Този стадион е на общината в Коимбра и се използва главно от футболния отбор на Академика Коимбра. До 2003 г. той носи името „Estádio Municipal de Coimbra“ или познат също като „Estádio do Calhabé“. По това време има капацитет от 15 000 места, всичките седящи, но с малка покрита площ. Разширен и модернизиран за домакинството на Евро 2004, а автор на проекта е архитект Антонио Монтейро. Намира се само на 5 км от градската гара и с това е много удобен за чуждите туристи. Собственик на съоръжението е градският съвет на Коимбра. Покрити са две трети от трибуните.
Ещадио Сидаде де Коимбра е открит на 27 септември 2003 г. с концерт на Ролинг Стоунс, в присъствието над 50 000 души. На 29 октомври 2003 г. е първият официален мач срещу Бенфика
Комплексът се отличава голям Прес център, бар, кухни и ресторант с панорамна гледка към терена. В близост до стадиона е построен комплекс „Долче Вита“ който включва: места за отдих и пазаруване, кина, подземен паркинг, ресторант, няколко търговски обекти и магазини.
Домакин на две срещи от Евро 2004
 Англия 3:0  Швейцария
 Швейцария 1:3  Франция